# Serghei Fesikov
Serghei Fesikov (n. 21 ianuarie 1989, Leningrad, RSFS Rusă, URSS) este un înotător ce a reprezentat Rusia, medaliat olimpic. A participat la 2 ediții ale Jocurilor Olimpice (2008, 2012) în care a câștigat o medalie de bronz.